# Château de Bisseret
Le château de Bisseret est un édifice situé à Lavault-Sainte-Anne, en France.

## Localisation
Le château est situé sur la commune de Lavault-Sainte-Anne, dans le département de l'Allier, en région Auvergne-Rhône-Alpes, à 2 km au nord-est du bourg.

## Description
Le château est formé d'un corps de bâtiment avec deux ailes en retour et de deux bâtiments de communs. Il est entouré de douves, et possède quatre tours d'angle. À l'entrée du pavillon central actuel, l'ancien donjon, existait un pont-levis supprimé en 1840, il a été remplacé par un pont à deux arches. Sous le pavillon d'entrée s'ouvre un passage voûté en plein cintre conduisant au pont. La tour sud possède une grille en fer forgé du XVIIIe siècle.

## Historique
L'édifice est inscrit partiellement au titre des monuments historiques en 1981 et 1986. Le château est finalement inscrit en totalité en 2015.